# 国家新闻出版署关于进一步严格管理 切实防止未成年人沉迷网络游戏的通知
《国家新闻出版署关于进一步严格管理　切实防止未成年人沉迷网络游戏的通知》是由国家新闻出版署下发的针对未成年人过度使用甚至沉迷网络游戏问题，进一步严格管理措施的通知。该通知于2021年8月30日下发，并对中国大陆的各大网络游戏有关未成年人防沉迷机制提出了要求。

## 背景及目的
2019年10月25日，中國國家新聞出版署下發《国家新闻出版署关于防止未成年人沉迷网络游戏的通知》（国新出发〔2019〕34号）{，規定每日晚間22時至次日早上8時，網路遊戲企業不得以任何形式為未成年人提供遊戲服務。該通知還規定，網路遊戲企業向未成年人提供遊戲服務的時長，法定節假日每日累計不得超過3小時，其他時間每日累計不得超過1.5小時。
2021年7月，中共中央辦公廳、國務院辦公廳印发《关于进一步减轻义务教育阶段学生作业负担和校外培训负担的意见》，其中提及要防止未成年人网络沉迷。8月3日，經濟參考報發表一篇题为《“精神鸦片”竟长成数千亿产业》的新闻报道，該報道将网络游戏称为新型“毒品”、“精神鸦片”，結果A股、港股的游戏板块下跌，总市值蒸发接近3000亿元。不過这则报道在发布后不久便被删除，当日晚间，经济参考报又重新发布了修改版本，文章标题被改为《网络游戏长成数千亿产业》，先前發表的“精神鸦片”、“电子毒品”等詞語被刪除。
中國國家新聞出版署負責人在接受中國法制網的訪談中表示：雖然2019年發布了《国家新闻出版署关于防止未成年人沉迷网络游戏的通知》（国新出发〔2019〕34号），但許多家長認為對未成年的限制仍過於寬鬆，所以本次順應民意做出了更為嚴格的規範。国家新闻出版署认为：“近年来，我国网络游戏产业在快速发展的同时，也出现一些突出问题，特别是未成年人沉迷网络游戏问题引起社会广泛关切，广大家长反映强烈。……在新学期开学之际印发通知，对网络游戏防沉迷工作提出具体明确要求，着力推动防沉迷工作取得更好社会效果，为未成年人健康成长保驾护航。”

## 内容
通知要求，嚴格限制向未成年人提供網路遊戲服務的時間，「所有網絡遊戲企業僅可在週五、週六、週日和法定節假日每日20時至21時，向未成年人提供1小時服務，其他時間均不得以任何形式提供」。通知還提到，必須嚴格落實遊戲帳號實名註冊，不能向未註冊帳戶提供服務，各級管理部門必須落實監督審查，對於未嚴格落實的網路遊戲企業，依法依規嚴肅處理。通知聲稱，要積極引導家庭、學校等社會各方面共管共治，依法履行未成年人監護責任，為未成年人健康成長營造良好環境。

## 影响及争议
通知下发后，十余家网络游戏公司在第一时间响应通知，并于2021年8月31日立即实施该方案。
腾讯公司回應稱，騰訊從2017年至今針對未成年人保護，持續進行了各項新技術、新功能的自發探索與應用。接下來，基於主管部門的最新要求，騰訊會嚴格遵守，積極予以落實。騰訊同時表示2021年8月已從《王者荣耀》和《和平精英》試點，逐步將未成年人於非法定節假日的遊戲時間長度降至每日1小時，法定節假日降至每日2小時。騰訊也指，規定未滿12歲的玩家禁止在騰訊的遊戲內消費，同時也將打擊未成年人冒用成年人帳號以為第三方平台買賣成年人帳號的行為。京東則下架87款遊戲，其中就包括《使命召喚》、《俠盜獵車》、《動物森友會》、《FIFA足球》等遊戲。不過考虑到未成年人在方案施行后无法每日登录游戏获取每日登录奖励，部分游戏公司也针对未成年人紧急提供补偿措施。如米哈游便将旗下的开放世界动作角色扮演游戏《原神》及3D角色扮演动作游戏《崩坏3》的预付费制每日登录奖励提前发放给未成年玩家。
部分与网络游戏相关的公司股市也因该通知走低。截至2021年8月30日美股盘前，网易美股股价跌逾7%，哔哩哔哩美股股价跌1.8%。部分網路遊類戲股並於8月31日早盤開低走低，港股市场，騰訊跌逾3%；A股市场，完美世界、遊族网络跌逾4%，電魂網路、盛天網路、吉比特、中青寶、三七互娛等紛紛下挫。
2021年9月6日，全国“扫黄打非”办公室部署安排各地“扫黄打非”部门开展“护苗2021”专项行动，其中防止未成年人网络沉迷就屬於专项行动的任務之一。9月8日深夜，中共中央宣传部、国家新闻出版署、中央网信办、文化和旅游部等部门約談腾讯、网易等网络游戏企业和游戏账号租售平台、游戏直播平台，強調不得以任何形式向未成年人提供网络游戏账号租售交易服务。
此外，在该通知施行后，在允许未成年人游玩的时段，出现了大量未成年人同时涌入而导致《王者榮耀》服务器崩溃的情况，导致所有玩家均不能游戏，引发民怨。也有未成年人在新规推出后为规避防沉迷机制而被诈骗钱财。虽然这次网络游戏禁令被号称是“史上最严”，但对境外网游没有管辖权，部分未成年玩家会选择借助“翻墙”等方式玩境外网游以逃避监管，可能使境外网游的中国大陆玩家小幅度增长。
中国大陆部分网络使用者认为该通知对未成年人的网络游戏服务限制过于严格甚至是矫枉过正，并质疑该限制能否达到预期效果，也有部分用户担忧成年人的网络游戏服务能否获得保障。也有些网络使用者在微博上表示，中國的電競隊伍可能會被毀滅性打擊，可能以後電子競技賽事將不再有中國選手得獎的局面。彭博社认为2021年8月以后游戏版号暂缓发放与此有关。
一些小型的遊戲開發商營收影響嚴重，音樂遊戲《同步音律喵賽克》，在加上未成年限制之後的首日營收只有600人民幣。

## 备注
1. ↑  指中国大陆。
2. ↑  此处的週六、週日仅适用于正常的休息日。如该週六/日为经国务院公布为小长假调休后的工作日，網絡遊戲企業亦须遵循调休安排，不得为未成年人提供服务[9][10]。

## 引用
1. 1 2  . 国家新闻出版署. 2021-08-30  [2021-08-30]. （原始内容存档于2021-08-31）.
2. ↑  . 国家新闻出版署. 2021-08-30  [2022-03-16]. （原始内容存档于2022-04-13）.
3. ↑  . 国家新闻出版署. 2019-11-19  [2022-03-16]. （原始内容存档于2022-03-16）.
4. ↑  中央社. . 風傳媒. 2021-08-30  [2021-08-30]. （原始内容存档于2021-08-31）.
5. 1 2  王恒涛. . 经济参考报. 2021-08-03  [2021-09-07]. （原始内容存档于2021-08-04） （中文（中国大陆））. 蓝田中学八年级某班学生小林告诉记者，除了使用不同账号登录之外，他和同学们还掌握多种方法，比如可以通过购买加速器、“翻墙”等，使用王者荣耀等游戏的国外版本，就可以绕开网络游戏时长等各种限制。
6. ↑  巫乐定. . 券商中国. 2021-08-04  [2021-09-07]. （原始内容存档于2021-08-11）.
7. ↑  Edward. . 巴哈姆特. 2021-08-30  [2021-08-30]. （原始内容存档于2021-08-31）.
8. ↑  . 国家新闻出版署. 2021-08-30  [2021-08-30]. （原始内容存档于2021-08-31）.
9. ↑  . 中国证券报-中证网. 2021-09-16  [2021-09-25]. （原始内容存档于2021-10-08）.
10. ↑  . 杭州网. 2021-09-25  [2021-09-25]. （原始内容存档于2021-10-08）.
11. ↑  李國綸. . 民視新聞網. 2021-08-30  [2021-08-30]. （原始内容存档于2021-09-01）.
12. ↑  澎湃财讯. . 澎湃新闻. 2021-08-30  [2021-08-30]. （原始内容存档于2021-09-01）.
13. ↑  鹰角网络. . 新浪微博. 2021-08-30  [2021-08-30]. （原始内容存档于2021-08-31）.
14. ↑  Burningkane. . 游民星空. 2021-08-30  [2021-08-30]. （原始内容存档于2021-08-31）.
15. ↑  .   [2021-09-07]. （原始内容存档于2021-10-08）.
16. ↑  原神. . 新浪微博. 2021-08-30  [2021-08-30]. （原始内容存档于2021-09-07）.
17. ↑  崩坏3. . 新浪微博. 2021-08-31  [2021-08-31]. （原始内容存档于2021-09-07）.
18. ↑  林薏禎. . 鉅亨網. 2021-08-30  [2021-08-30]. （原始内容存档于2021-08-31）.
19. ↑  . 格隆汇. 2021-08-31  [2021-09-07]. （原始内容存档于2021-09-07）.
20. ↑  蔡敏姿. . 聯合新聞網. 2021-08-31  [2021-08-31]. （原始内容存档于2021-08-31）.
21. ↑  晓 (编). . 中国新闻网. （原始内容存档于2021-09-07） （中文（中国大陆））.
22. ↑  .   [2021-09-09]. （原始内容存档于2021-10-08）.
23. ↑  羅印. . 聯合報.   [2021-09-05]. （原始内容存档于2021-09-05）.
24. ↑  翟思嘉 (编). . 台北. 中央通訊社. 2021-09-05  [2021-09-05]. （原始内容存档于2021-09-05） （中文（臺灣））.
25. ↑  荔枝新闻. . 新浪财经. 2021-09-05  [2021-09-05]. （原始内容存档于2021-09-07）.
26. ↑  罗茂林; 李少鹏. . 上海证券报. 2021-08-30  [2021-09-07]. （原始内容存档于2021-09-07） （中文（中国大陆））.
27. ↑  张骞爻. . 证券时报网 (e公司). 2021-08-30  [2021-09-07]. （原始内容存档于2021-08-31） （中文（中国大陆））.
28. ↑  印婧. . 蓝鲸财经. 2021-09-07  [2021-09-07]. （原始内容存档于2021-09-07） （中文（中国大陆））.
29. ↑  李文輝. . 旺報. 2021-09-04  [2021-09-07]. （原始内容存档于2021-09-04） （中文（臺灣））.
30. ↑  电脑王阿达. . Yahoo奇摩新闻. 2021-09-01  [2021-09-07]. （原始内容存档于2021-09-07） （中文（臺灣））. 此外，跟把人都擋在牆內就會有人翻牆一樣。[…]另外，既然中國以外遊戲伺服器不會有類似的機制，顯然未來翻牆的狀況也將會更多？[…]這種以國家力量主導強力約束的新政策，肯定會引起各方面生態相當大的轉變。[…]更多是全球遊戲市場在翻牆年齡層更年輕化（？）造成的影響。這樣的強力政策，會不會反而促使更多孩子更早知道牆外世界的模樣呢？
31. ↑  李晞; 王梦然; 陈澄; 谢诗涵; 陆威; 林元沁; 沈峥嵘; 吴琼. . 新华报业网 (新华日报). 2021-09-02  [2021-09-07]. （原始内容存档于2021-09-07） （中文（中国大陆））. “在手机裡安装谷歌商店，便可以下载国外服务器的‘和平精英’版本。除了亚服以外，还有欧服和美服可以选择。”他略显得意地跟记者介绍起自己钻空子“秘籍”：“除了谷歌商店外，还有一些免费的VPN可以翻墙去玩游戏，班里很多擅长数码的同学都是这样操作的，我开始也不会，还是班上这些游戏‘大神’教我的。”
32. ↑  子朝. . 自由亚洲电台. 2021-09-03  [2021-09-07]. （原始内容存档于2021-09-05） （中文（中国大陆））. 在2008年之后，随着防火墙的逐渐建成，许多国际流行的游戏因为各种各样莫名其妙的原因被封在墙外，中国玩家只能翻墙跑到境外服务器上去玩
33. ↑  蔡紹堅. . ETtoday新聞雲. 2021-08-30  [2021-08-30]. （原始内容存档于2021-08-31）.
34. ↑  周欣儀. . 民視新聞網. 2021-08-30  [2021-08-30]. （原始内容存档于2021-09-07）.
35. ↑  張翠蘭. . 蘋果新聞網. 2021-08-30  [2021-08-30]. （原始内容存档于2021-08-31）.
36. ↑  . Bloomberg News (New York: Bloomberg L.P.). 2021-09-16  [2022-03-27]. （原始内容存档于2022-04-12） （英语）.
37. ↑  流星. . 2021-10-14  [2021-10-23]. （原始内容存档于2022-03-04） –36氪 （中文（简体））.
38. ↑  狗老师. . 电玩巴士. 2021-09-08  [2021-09-27]. （原始内容存档于2021-10-08） （中文（简体））.
39. ↑  Edward. . 巴哈姆特電玩資訊站. 2021-09-07  [2021-09-27]. （原始内容存档于2021-10-08） （中文（繁體））.
40. ↑  犬拓. . 巴哈姆特電玩資訊站. 2020-03-18  [2021-10-24]. （原始内容存档于2021-10-24） （中文（繁體））.